# Salmo nigripinnis
Salmo nigripinnis és una espècie de peix de la família dels salmònids i de l'ordre dels salmoniformes.

## Alimentació
Menja principalment plàncton (especialment cladòcers) i pupes de quironòmids.

## Hàbitat
Viu en zones d'aigües dolces temperades.

## Distribució geogràfica
Es troba a Irlanda.